# Legend of the Shadowking
Legend of the Shadowking je šesté studiové album německé power metalové skupiny Freedom Call, které bylo vydáno 1. února 2010 společností SPV.

## Seznam skladeb
| Pořadí         | Název                       | Délka |
| -------------- | --------------------------- | ----- |
| 1.             | Out of the Ruins            | 4:21  |
| 2.             | Thunder God                 | 3:31  |
| 3.             | Tears of Babylon            | 3:38  |
| 4.             | Merlin – Legend of the Past | 4:17  |
| 5.             | Resurrection Day            | 3:34  |
| 6.             | Under the Spell of the Moon | 5:08  |
| 7.             | Dark Obsession              | 4:45  |
| 8.             | The Darkness                | 5:06  |
| 9.             | Remember!                   | 4:21  |
| 10.            | Ludwig II – Prologue        | 2:19  |
| 11.            | The Shadowking              | 5:13  |
| 12.            | Merlin – Requiem            | 2:34  |
| 13.            | Kingdom of Madness          | 3:59  |
| 14.            | A Perfect Day               | 3:58  |
| Celková délka: | Celková délka:              | 56:44 |

## Obsazení
- Chris Bay – zpěv, kytara
- Lars Rettkowitz – kytara
- Samy Saemann – basová kytara
- Dan Zimmermann – bicí